# Рагозіна (Ішимський район)
Раго́зіна (рос. Рагозина) — присілок у складі Ішимського району Тюменської області, Росія.
Населення — 55 осіб (2010, 99 у 2002).
Національний склад станом на 2002 рік:
- росіяни — 65 %
- казахи — 31 %